# 花桥乡 (松溪县)
花桥乡，是中华人民共和国福建省南平市松溪县下辖的一个乡镇级行政单位。

## 行政区划
花桥乡下辖以下地区：
花桥村、车上村、长衍村、官后村、村头村、招沙甲村、源尾村、九蓬村、大浦村、寺坑村、路桥村和塘边村。